# Viktor Afanasjev
Viktor Michailovitsj Afanasjev (Russisch: Виктор Михайлович Афанасьев) (Brjansk, 31 december 1948) is een voormalig Russisch ruimtevaarder. 
Zijn eerste ruimtevlucht was Sojoez TM-11 naar het ruimtestation Mir en vond plaats op 2 december 1990. Later volgde nog twee missies naar het ruimtestation Mir en één naar het Internationaal ruimtestation ISS. In 1991 ontving hij de eretitel Piloot-Kosmonaut van de Russische Federatie en de titel Held van de Russische Federatie voor zijn werk als kosmonaut.